# Арбупал
Арбупал (др.-греч. Ἀρβουπάλης; не позднее 362—334 до н. э.) — внук персидского царя Артаксеркса II. Погиб в битве при Гранике

## Биография
Отцом Арбупала был старший сын Артаксеркса II Дарий. Арбупал родился не позднее 362 года до н. э., когда, по мнению П. Бриана, Дарий был казнён по обвинению в заговоре против царя. По всей видимости, как допустил В. Хеккель, именно благодаря своему малому возрасту Арбупал остался в живых во время репрессий, устроенных против собственных многочисленных родственников Артаксерксом III при восшествии на престол в 359 году до н. э. Как указал Дройзен И., после гибели Артаксеркса III и его сыновей могущественный временщик евнух Багой мог рассматривать кандидатуру Арбупала в качестве следующего правителя Ахеменидской империи, но «глаза персов обратились на Кодомана».
Арбупал наряду со многими другими знатными вельможами погиб во время битвы при Гранике, произошедшей в мае 334 года до н. э. По предположению Нечитайлова М. В., Арбупал мог вместе с зятем Дария III Митридатом и братом одной из жён Дария III Фарнаком возглавлять отряд конной гвардии, состоящий из сорока царских «родственников». Олмстед А. ошибочно назвал Арбупала сыном Дария III.